# Iiella pelagica
Iiella pelagica är en kräftdjursart som först beskrevs av Ii 1964.  Iiella pelagica ingår i släktet Iiella och familjen Mysidae. Inga underarter finns listade i Catalogue of Life.